# احتراق ذاتي

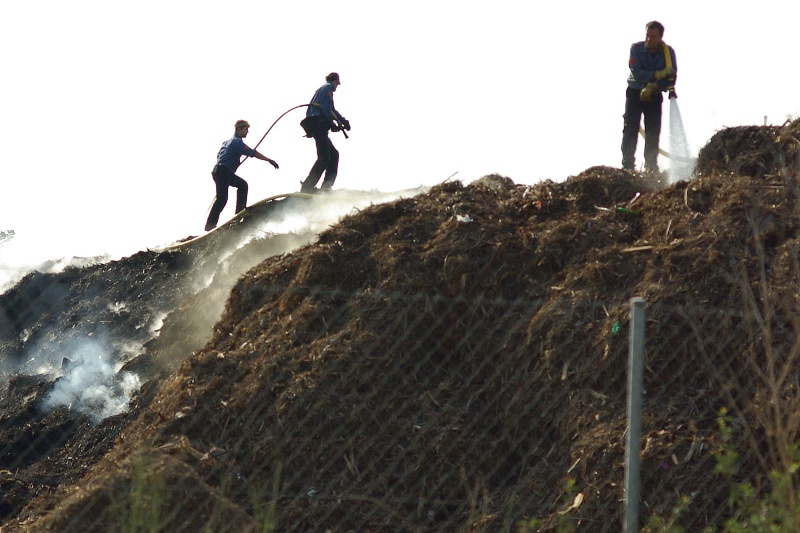

الاحتراق الذاتي هو نوع من أنواع الاحتراق، والذي يحدث بسبب تسخين الجسم أو المادة نفسها ذاتياً، بحيث تزداد درجات الحرارة نتيجة حدوث تفاعلات كيميائية داخلية ناشرة للحرارة، يتلوها حدوث عمليات تسخين ذاتي تلقائية تسرع من العملية، وتنتهي بالاشتعال.

## اقرأ أيضاً
- احتراق
- احتراق بشري ذاتي